# Pyro... The Thing Without a Face
Pyro... The Thing Without a Face (també coneguda com a Wheel of Fire i estrenada a Espanya com Fuego) és una pel·lícula de terror hispano-estatunidenca dirigida el 1964 per Juli Coll i Claramunt.

## Argument
Vance Pierson és enginyer amb una dona i una filla, que té una aventura amb una vídua, Laura. Vol acabar amb l'afer però la Laura es molesta i cala foc a la casa de la família. El foc mata la família de Vance i el desfigura. Buscarà venjança de la seva antiga amant.

## Repartiment
- Barry Sullivan - Vance Pierson
- Martha Hyer - Laura Blanco
- Sherry Moreland - Verna Pierson
- Luis Prendes - Inspector de policia
- Fernando Hilbeck - Julio
- Soledad Miranda -s Liz Frade

## Estrena
La pel·lícula es va estrenar per primera vegada a DVD per Troma el 27 de febrer de 2001.

## Recepció
TV Guide va atorgar a la pel·lícula 2/5 estrelles, criticant el guió, el diàleg i la concentració excessiva de la pel·lícula entre Hyer i Sullivan. Tanmateix, van felicitar els efectes de maquillatge de la pel·lícula i el final previsible, però ben manejat. Al lloc web Fantastic Movie Musings and Ramblings, Dave Sindelar va assenyalar que la pel·lícula era òbvia i directa, però va felicitar l'atenció de la pel·lícula pels detalls i les actuacions fortes.

## Premis
Als Premis del Sindicat Nacional de l'Espectacle de 1964 el compositor Josep Solà i Sànchez va rebre el premi a la millor música.